# 形而上詩人
形而上詩人（けいじじょうしじん、英語：metaphysical poets）とは、ジョン・ダンやジョージ・ハーバートなど、17世紀のイギリス抒情詩人の中で、形而上学的な仕掛けとその研究に関心のあった詩人たちを指す。「形而上詩人」という言葉を最初に使ったのは、後の時代のサミュエル・ジョンソンであり、形而上詩人と言われる詩人たちが自分たちで形而上派を名乗ったり、運動を起こしたりしたことはなく、さらに多くの詩人たちは他の詩人のことを知らず、本も読んだこともなかった。
20世紀初頭、T・S・エリオットらによって再評価され、脚光を浴びた。エリオットは『形而上詩人』（1921年）というエッセイを書いた。

## 特色
形而上詩人のスタイルは、ウィット（機智）、巧妙な論法、「形而上的奇想（metaphysical conceits）」、および/または、アンドルー・マーヴェル（Andrew Marvell）の魂と一滴の雫を対比させるような、普通でない直喩またはメタファーが特徴的である。何人かの詩人（とくにジョン・ダン）はネオプラトニズムの影響を受けている。形而上詩人の中に見つかる初期のプラトニックな奇想の一つとして、最愛の人の中の理想の美が、永遠の王国の究極の美の記憶の役を果たす。

## 「形而上」の意味
『詩人伝（Lives of the Most Eminent English Poets）』（1779年 - 1781年）の『カウリー伝』の中で、サミュエル・ジョンソンは17世紀のはじめについて、「形而上詩人（metaphysical poets）とも呼ぶべき作家の一団が現れた」と言及した。しかしジョンソンは「形而上（metaphysics）」という言葉を本来の意味で使おうと意図したわけではないようで、おそらくジョン・ドライデンのジョン・ダンについての警句「彼は風刺詩だけでなく自然さのみが支配すべき恋愛詩の中でもmetaphysics（空論、抽象論）を好んで用いた。そして、恋の優しさで女性の心を引きつけ楽しませるべき時に、哲学の素晴らしい空論（speculations）で女性の心を困惑させた。この中で……カウリー氏は彼を真似て失敗した」について言及したのだと思われる。ドライデンが形而上派、つまり形而上詩人のグループについて語る前に「metaphysics」という言葉を使った作家はウィリアム・ドラモンド・オブ・ホーソーンデン（William Drummond of Hawthornden, 1585年 - 1649年）だけで、ドラモンドはある書簡の中で「metaphysical（難解）な概念と衒学的な屁理屈」と書いた。形而上詩人たちの詩は、17世紀の新しい科学・新しい放蕩の時代変化に大きく影響されている。

## 形而上詩人たち
- ジョン・ダン
- ジョージ・ハーバート
- アンドルー・マーヴェル（Andrew Marvell）
- ロバート・サウスウェル（Robert Southwell）
- トマス・トラハーン（Thomas Traherne）
- ヘンリー・ヴォーン（Henry Vaughan）
- ジョージ・チャップマン（George Chapman）

以下の詩人たちも含まれる時もある。
- トマス・カリュー（Thomas Carew）
- エイブラハム・カウリー
- リチャード・クラッショウ（Richard Crashaw）
- エドワード・ハーバート（Edward Herbert, 1st Baron Herbert of Cherbury）
- リチャード・リー（Richard Leigh）
- リチャード・ラヴレース（Richard Lovelace）
- キャサリーン・フィリップス（Katherine Philips）
- サー・ジョン・サックリング（John Suckling）
- エドワード・テイラー（Edward Taylor）